# ファレノプシス・リンデニー

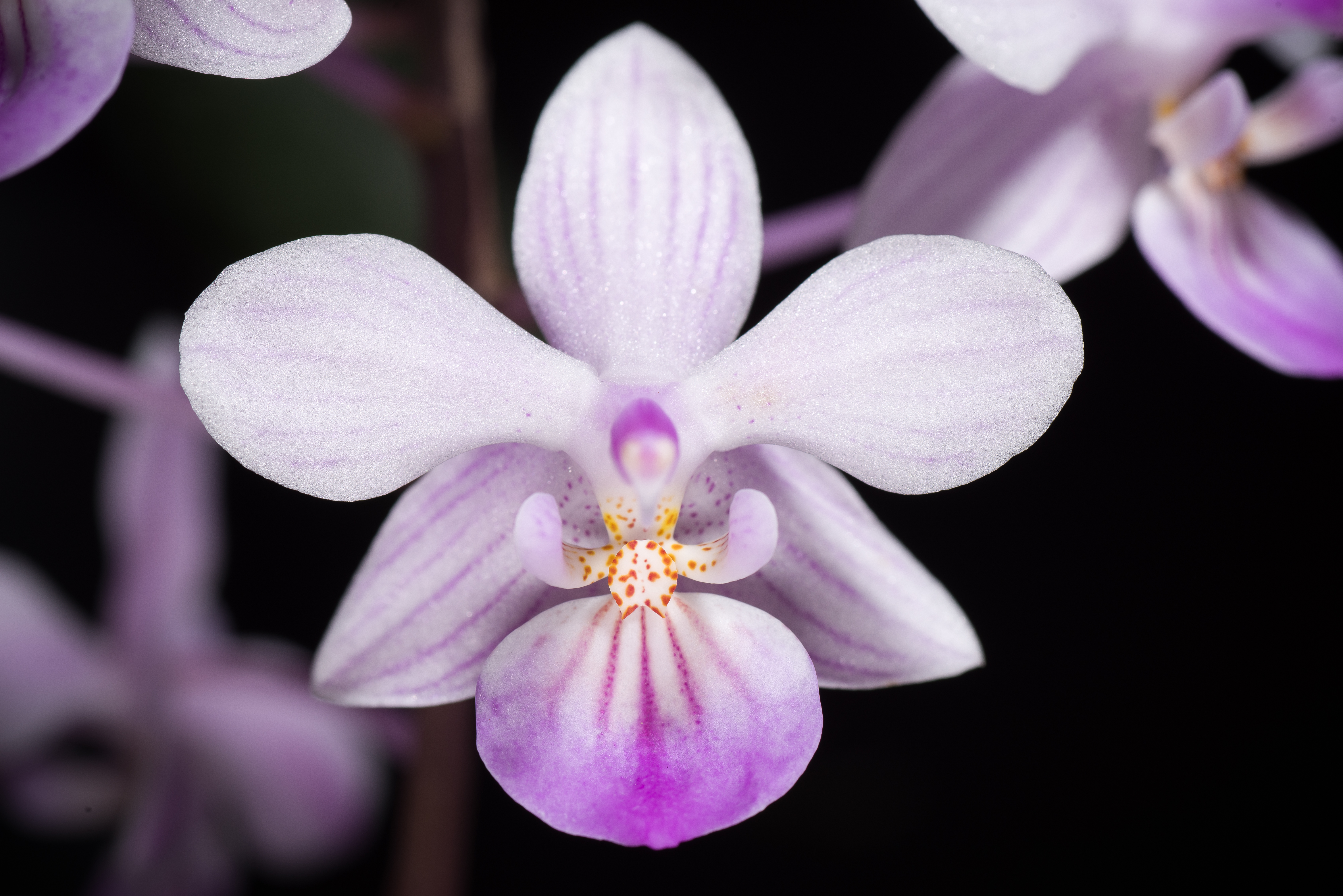
花

ファレノプシス・リンデニー Phalaenopsis lindenii Loher はコチョウラン属のランの1種で、いわゆる原種の1つである。葉にまだら模様があり、やや小柄なピンクの花を多数つける。

## 特徴
常緑の多年生草本。葉は2-3枚ほどあり、楕円状披針形で長さ10-15cmほど、表面は暗緑色をしており、そこに銀白色のまだら模様が乗る。裏面は暗赤色となっている。
夏期に開花する。花茎は細くて先端に向かって弓状に垂れ、長さは20-30cmに達し、時に分枝も出し、10輪ほどの花をつける。花は平らに開き、その径は約3cm。淡い桃色をしており、萼片と側花弁の基部、それに唇弁には紅色の縦筋模様が入る。また唇弁中裂片の縁は濃い紫桃色に染まる。背萼片は長楕円形で長さ約1.6cm。側萼片は長楕円状卵形で長さ約1.5cm。側花弁は楕円状菱形で長さ約1.4cm。唇弁は3裂し、長さは1.4cmほど、側裂片は長楕円状卵形、中央裂片は円形で、先端が尖っており、わずかに内側に曲がる。
学名の種小名はベルギーの植物学者であったリンデン (J. J. Linden, 1817-98)にちなんだものである。

## 分布と生育環境
原産地はフィリピン。
低地の湿度の高い熱帯多雨林にに生育し、半日陰の場所で樹幹に着生している。

## 利用
洋ランとして栽培されることがある。広く普及しているわけではない。花はやや小さいものの、花数が多いこと、また一般に普及しているコチョウランが多花を一斉に開花させるのに対して、本種は順次開花するために長期間にわたって鑑賞出来る。葉に模様がある点も鑑賞価値がある。